# Turki bin Mohamed bin Fahd Al Saud
El príncipe Turki bin Mohámed bin Fahd Al Saúd nació el 5 de octubre de 1979 en Riad, Reino de Arabia Saudita. Es el hijo mayor del príncipe Mohámed bin Fahd bin Saúd, y éste a su vez hijo mayor del fallecido rey Fahd (2005), que fue el exgobernador de las provincias orientales y de Jawahir bint Nayef Al Saúd, hermana del actual príncipe heredero. Es el sobrino nieto del Rey Salmán, el actual rey de Arabia Saudita.

## Educación
El príncipe Turki bin Mohámed bin Fahd recibió su educación primaria y secundaria en la Escuela Dhahran, una institución K-9 de propiedad internacional operada por el distrito Escolar Aramco de Arabia. A partir de 1998 estudió en la Universidad Rey Fayçal, una institución pública en la ciudad de Hofuf en Al-Hassa, donde se graduó en 2002 como abogado.

## Familia
El Príncipe Turki se casó con la princesa Jawahir, la hija del general de división Turki bin Abdullah bin Mohámmed (2005), y tiene tres hijas: Nouf (2007), Luluwah (2009) y Nora (2010).

## Obras benéficas
El Príncipe Turki está involucrado con su comunidad de diversas maneras: es el vicepresidente de la Junta de Sindicatos de la Universidad Príncipe Mohámmad. Fundada en 2006, esta universidad privada con sede en Al-Khobar es una institución muy innovadora centrada en el crecimiento del estudiante de educación superior, donde un número prominente de hombres de negocios de la región oriental y profesores internacionales participan.
El Príncipe Turki preside el comité ejecutivo de la Fundación Príncipe Mohámmed bin Fahd para el Desarrollo Humanitario (www.PMFHD.org). Esta fundación ayuda a las comunidades de diversas maneras. Por ejemplo, se capacita a los hombres y mujeres jóvenes de la región oriental y les ayuda a encontrar un empleo adecuado. Durante los meses de verano, organiza programas para los estudiantes para aprender inglés y lenguajes de programación.
El Príncipe es el presidente del Comité Fundador del Colegio Príncipe Sultán bin Abdulaziz para Discapacitados Visuales, una iniciativa que promueve oportunidades de aprendizaje para las personas con este tipo de discapacidad. Es también el fundador de una organización que ofrece oportunidades para huérfanos.

## Negocios
El Príncipe Turki es presidente de la TAALEM Educational Services Company. También es vicepresidente de la Saudi Arabian Amiantit Company, que fue fundada en 1968 y tiene su sede en Dammam. Junto con sus filiales, la compañía ha convertido en un grupo industrial diversificado, fabrica y vende tubos y productos relacionados en todo el mundo. El Grupo cuenta con 30 plantas de fabricación de sistemas de tuberías, 6 empresas de tecnología, 4 proveedores de materiales y 8 de suministro e ingeniería con filiales en varios países de todo el mundo. Además con una amplia de red de ventas y servicios atiende a las necesidades de los clientes en más de 70 países.

## Rey Fahd
En 2015, el príncipe Turki organizó un acto conmemorativo en Riad para su abuelo, el fallecido rey Fahd. Este evento contó con una exposición interactiva donde se mostraba la vida del rey Fahd. Su colección personal de coches, decoraciones, bufandas, documentos oficiales, manuscritos, documentales y más de 1000 fotografías, algunas de ellas expuestas al público por primera vez. El Rey Salmán inauguró la exposición el 31 de marzo de 2015.
Más de 85 000 visitantes, de todas partes del GCC, incluyendo a muchos miembros de la Familia Real y algunos líderes internacionales, vinieron al evento. Debido a su éxito, la exposición se convertirá en una parte permanente del museo Rey Fahd en la Fundación Rey Fahd.